# ビクター・オルティス
ビクター・オルティス（Victor Ortiz、1987年1月31日 - ）は、アメリカ合衆国の男性プロボクサー。カンザス州ガーデンシティ出身。メキシコ系アメリカ人。元WBC世界ウェルター級王者。

## 来歴
メキシコ移民の両親を持ち4人兄弟の3番目に生まれる。オルティスが７歳の時に母親が他の男を作って家を出て行く。母親が家を出て行ったことで父親はアルコール中毒になりオルティス達に暴力を振るうようになる。同時期にオルティスが学校でイジメられていたこともあり父親の半ば強制によりボクシングを始めさせられる。オルティスは母親のことを今でも恨んでおり「私はその御婦人が嫌いだ、彼女のために小さなバラをカードに描いてプレゼントしたのに彼女は『そんなくだらない物を私が欲しがると思う？』と言って投げ捨てたんだ。そして俺はボクシングを始め、父親は落ちぶれてアルコール中毒になってしまったんだ」とインタビューで答えている。その後13歳の時に父親も家を出て行き、オルティス達兄弟は児童養護施設で生活することになる。
17歳の時にオリンピックアメリカ国内予選選考会でアンソニー・ピーターソンに敗れたことで選考から漏れる。アマチュア戦績161戦141勝20敗を残し、2004年6月に17歳でプロデビュー。
2008年9月13日、空位のNABO北米スーパーライト級王座決定戦をロベルト・アリエタ（アルゼンチン）と争い、5回TKO勝ちで初の王座を獲得。
2008年12月6日、ジェフリー・レスト（アメリカ合衆国）を2RTKOを勝利で下しNABOスーパーライト級王座の初防衛に成功した。
2009年3月7日、HBOトリプルヘッダーとしてNABOスーパーライト級2度目の防衛戦ならびにUSBAスーパーライト級王座がかけられた試合にてマイク・アルヌーティス（ギリシャ）と対戦し2回TKO勝ち。
マルコス・マイダナとの試合直前にトレーナーのロベルト・ガルシアを解雇、代わりにロベルトの兄弟、ダニー・ガルシアをトレーナーとして迎える。
2009年6月27日、WBA世界スーパーライト級暫定王座決定戦でマルコス・マイダナ（アルゼンチン）と対戦し、ダウンを奪い合う展開となったが6回TKO負けで王座獲得はならなかった。
2009年12月12日、再起戦でベテランのアントニオ・ディアス（メキシコ）とスーパーライト級10回戦を行い6回終了後ディアス陣営が試合放棄を申し入れたために結果として6回終了TKO勝ち。
2010年2月25日、アメリカ合衆国カリフォルニア州のロサンゼルスクラブ・ノキアでエクトル・アラトーレ（アメリカ）と対戦し10回KO勝利。
2010年5月15日、元三団体統一ライト級王者ネート・キャンベル（イギリス）と対戦し3-0（100-89、99-90、100-89）の大差判定勝ち。
2010年9月18日、元WBA世界スーパーライト級王者ビビアン・ハリス（ガイアナ）と対戦し3回KO勝ち。
2010年12月11日、ラスベガスのマンダレイ・ベイ・イベント・センターにて、元WBO世界スーパーライト級暫定王者ラモン・ピーターソン（アメリカ）と対戦。2度のダウンを奪うなど序盤は優位に進めたものの後半巻き返され引き分けにおわる。
2011年4月16日、WBC世界ウェルター級王者アンドレ・ベルト（アメリカ）に挑戦。3-0（114-111、114-112、115-110）の判定勝ちで王座を獲得した。
2011年9月17日、5階級王者フロイド・メイウェザー・ジュニア（アメリカ）と対戦。4R終盤、パンチが当たらないことに業を煮やしたオルティスがヘッドバットをメイウェザーに見舞い、減点をもらう。その後、一度仕切り直され、試合再開直後にメイウェザーにハグを求めた。メイウェザーも応じたものの、レフェリーがよそ見をしている間に左右に強烈なパンチを食らい4回2分59秒でKO負けしWBC世界ウェルター級王座から転落。そのあっけない幕切れとメイウェザーの態度にブーイングを送られる結末となった。
2012年2月11日、アンドレ・ベルトと再戦予定であったがベルトがトレーニング中に上腕二頭筋を断裂、試合が6月30日に延期された。しかし今度は5月20日にドーピング検査でベルトから違法薬物のナンドロロンが検出され出場停止となったことで試合は中止されることとなった。
2012年6月23日、ロサンゼルスのステイプルズ・センターでホセシート・ロペス（アメリカ）とWBC世界ウェルター級シルバー王座決定戦を行う。序盤からオルティスが優勢に進め、ポイントも（86-85、87-84、88-83）と3者共にオルティス優勢だと判定していたが、9回終了時にオルティスが突如試合を棄権しシルバー王座獲得に失敗、この試合に勝てば予定されていたサウル・アルバレスとの対戦も白紙となった。試合後アゴの骨折が判明し回復手術を受けた。
ダンシング・ウィズ・ザ・スターズのシーズン16に出演、8位で敗退した。
2013年9月6日、アルフォンソ・ゴメスを相手に復帰戦が組まれていたが7月下旬に映画「エクスペンダブルズ3 ワールドミッション」の出演が決まったことで復帰戦は延期となった。
2014年1月30日、約1年半ぶりの復帰戦で元WBA世界ウェルター級チャンピオンのルイス・コラーゾと対戦したが、2回終了間際にカウンターの右フックでKO負け、試合終了時間は2回2分59秒だった。3連続KO負けとなったことでオルティスは自身で引退をほのめかし、プロモーターであるオスカー・デ・ラ・ホーヤも「オルティスはこれで終わりにして、若い人生を楽しむべきだと強く感じている。」と敗戦の翌日に27歳の誕生日を迎えるオルティスに引退を勧めた。
2015年1月9日、ゴールデンボーイ・プロモーションズからプロモート権を破棄されたことで、同プロモーションを離脱した。
2015年7月、ケニー・チェズニーのコンサート会場で暴力を振るったとして暴行容疑で逮捕された。観客の男性と喧嘩になりその男性が地面に倒れた際にオルティスが足蹴りにして意識不明になるまで踏みつけたとされている。
2016年4月30日、スタブハブ・センターで5年ぶりの再戦としてアンドレ・ベルト対戦した。前回同様に激しい打撃戦になり2回に左フックで先制のダウンを奪うもその後はベルトに反撃を受けて4回に右フックでダウンを奪われ、最後は右アッパーでダウンを奪われてレフェリーがストップ。4回1分14秒逆転TKO負けを喫しベルトに5年前の借りを返された。
2016年8月21日、コンサート会場での暴行事件の容疑を認めて、執行猶予3年の有罪判決を受けた。
2016年9月24日、飲酒運転で逮捕された。
2017年10月27日、飲酒運転での逮捕はオルティスがコンサート会場での暴行事件で執行猶予中だったため重罪を科せられる可能性があったが、司法取引に応じて飲酒運転を認めたことで減刑され、執行猶予3年と郡刑務所での懲役8日（日中は刑務所外へ出られるワーク・リリース・プログラムで済まされた）の判決が下された。
2018年2月17日、テキサス州エルパソのドン・ハスキンス・センターで元世界2階級制覇王者のデボン・アレクサンダーとウェルター級10回戦を行い、10回1-0（115-113、114-114が2者）の判定で引き分けた。
2018年9月25日、オルティスがオックスナードの警察署に出頭し、強姦や強制口淫など3件の重罪性的暴行容疑で逮捕された。同年3月19日に被害者の女性が被害を訴え、警察が捜査をしたところオルティスが容疑者として浮上し、逮捕状が出されていた。オルティスは9月30日にジョン・モリーナ・ジュニアと対戦することが決まっていた。
2020年12月14日、性的暴行事件の刑事訴訟が却下された。
2021年8月21日、約3年半ぶりの試合でロバート・ゲレーロと対戦し、10回判定負け。

## 獲得タイトル
- NABO北米スーパーライト級王座（防衛2=返上）
- USBA全米スーパーライト級王座（防衛0=返上）
- WBC世界ウェルター級王座（防衛0）

## 出演

### 映画
- エクスペンダブルズ3 ワールドミッション(2014年) -マーズ役
- サウスポー(2015年) -ラモーン役
- バッド・ウェイヴ(2017年) -チューイ役